# Agadez
Agadez – miasto w środkowym Nigrze, w oazie Agadez. Ludność: 118,6 tys. (2013). Ośrodek administracyjny regionu Agadez.
Agadez to ośrodek handlu dla rolniczego regionu uprawy zbóż, palmy daktylowej oraz hodowla bydła i kóz. Prowadzą przez nie szlaki karawanowe. Miasto znane od XV wieku jako ośrodek Tuaregów, centrum islamu. W 2013 roku historyczne centrum Agadezu zostało wpisane na listę światowego dziedzictwa UNESCO.
W mieście znajduje się stadion Stade d’Agadez.

## Historia
Miasto powstało w XI wieku i począwszy od XIV wieku zaczęło się rozwijać dzięki strategicznemu położeniu na skrzyżowaniu szlaków transsaharyjskich. Szczególnie znaczenie miały karawany transportujące sól z Bilmy.
W roku 1449 Agadzez został siedzibą sułtana, a około roku 1500 podbite przez Songhaj. W tym czasie miasto liczyło około 30 tys. mieszkańców i był ważnym przystankiem dla karawan pomiędzy miastami Kano i Timbuktu na południu a oazami Ghat, Ghadamis oraz Trypolisem na północy.
Powolna utrata znaczenia miasta miała miejsce po inwazji marokańskiej.
Miasto zostało zdobyte przez Francuzów około 1900 r., którzy krwawo stłumili powstanie pod przywództwem Kaocen Ag Mohammeda w 1916 r. W latach dziewięćdziesiątych XX wieku było ważnym centrum oporu Tuaregów.
W latach osiemdziesiątych miasto było rozwijającym się centrum handlowym. Rajd Dakar, który miał początki w tym okresie, również przyczynił się do przyciągnięcia turystów w te rejony.
Obecnie gospodarka miasta znacznie podupadła, co spowodowane jest odpływem turystów ze względu na niepewną sytuację powodowaną obecnością licznych grup przestępczych.
Obecnie największe znaczenie ma wydobycie uranu, którego to złoża w okolicach miasta są jednymi z największych na świecie.
Ponadto miasto jest znane z handlu wielbłądami oraz produkcji skór.
Godnymi uwagi zabytkami są:
- Wielki Meczet zbudowany w 1515 r. a odnowiony w 1884 r. w tym samym stylu
- Pałac Kaoccen (obecnie hotel)
- Pałac Sułtana.

Miasto posiada międzynarodowy port lotniczy im. Mano Dayak. Imię zostało nadane na cześć politycznego lidera Tuaregów w regionie.